# Solva schuitnikowi
Solva schuitnikowi är en tvåvingeart som beskrevs av Pleske 1928. Solva schuitnikowi ingår i släktet Solva och familjen lövträdsflugor. Inga underarter finns listade i Catalogue of Life.